# 必至
必至（ひっし、必死とも）とは、将棋における手筋の一つ。
- 必至…どう受けても次に即詰み(そくづみ)[注 1](即づめ[1]とも)となる。
- 詰めろ…正しく受ければ詰みにならない。受けなければ即詰みとなる。

先手の玉将に必至がかかっている状態とは、先手が次の番で王手以外の何を指したとしても、その直後に後手が正確に指せば、先手が（王手の連続で）詰まされる状態のこと。
英語では、必至はbrinkmate、詰めろはthreatmateと訳される。

## 概要
「詰めろ」や「必至」、「Z」は終盤戦の重要な概念とされる。必至をかけられた側は、相手の玉を詰ませないかぎり負けとなるので、即詰みを決めにいくか、その場で投了するかのどちらかを選択する。ただし例外として、相手玉に王手をかけつつ同時に自玉を安全にして、必至を解除できる手が成立する場合がある。このような局面を「部分的な必至」ということがある。
コンピュータ将棋の評価値の表現では、必至（あるいは一手一手の寄りの読み切り）によって事実上勝敗が決している場合の表現は、基本的には詰みの場合に準ずる。

### 例
以下は後手の手番として説明する。
| 9 | 8 | 7 | 6 | 5 | 4  | 3  | 2  | 1  |    |
|   |   |   |   |   |    |    | 王 | 香 | 一 |
|   |   |   |   |   |    |    |    |    | 二 |
|   |   |   |   |   |    |    | 金 | 歩 | 三 |
|   |   |   |   |   |    |    |    |    | 四 |
|   |   |   |   |   |    |    |    |    | 五 |
|   |   |   |   |   | 歩 |    |    |    | 六 |
|   |   |   |   |   |    | 歩 | 歩 | 歩 | 七 |
|   |   |   |   |   |    | 金 | 玉 |    | 八 |
|   |   |   |   |   |    | 銀 | 桂 | 香 | 九 |

| 9 | 8 | 7 | 6 | 5 | 4  | 3  | 2  | 1  |    |
|   |   |   |   |   |    |    | 王 | 香 | 一 |
|   |   |   |   |   |    |    |    |    | 二 |
|   |   |   |   |   |    |    | 金 | 歩 | 三 |
|   |   |   |   |   |    |    |    |    | 四 |
|   |   |   |   |   |    |    |    |    | 五 |
|   |   |   |   |   |    |    |    |    | 六 |
|   |   |   |   |   | 歩 | 歩 | 歩 | 歩 | 七 |
|   |   |   |   |   | 銀 | 金 |    |    | 八 |
|   |   |   |   |   | 玉 |    | 桂 | 香 | 九 |

| 9 | 8 | 7 | 6 | 5 | 4 | 3  | 2  | 1  |    |
|   |   |   |   |   |   |    | 王 | 香 | 一 |
|   |   |   |   |   |   |    |    |    | 二 |
|   |   |   |   |   |   |    | 金 | 歩 | 三 |
|   |   |   |   |   |   |    |    |    | 四 |
|   |   |   |   |   |   |    |    |    | 五 |
|   |   |   |   |   |   |    |    |    | 六 |
|   |   |   |   |   |   | 歩 | 歩 | 歩 | 七 |
|   |   |   |   |   |   | 金 | 玉 |    | 八 |
|   |   |   |   |   |   |    | 桂 | 香 | 九 |

図1は、次に▲2二金打または▲3二金打の詰めろになっている。対して後手はこれら2種類の手を同時に受ける手を指すことが最低限必要だが、下の検討手順により後手はいかなる手を指しても詰みから逃れることができない。
- △3一銀、△3一金 - ▲3三桂まで
- △2二金、△3二金、△3二飛 - ▲3三桂 △同金（飛）▲2二金打、または▲3三桂 △3一玉 ▲4一金まで
- △4二飛 - ▲3三桂 △3一玉 ▲2一金まで
- △1二飛、△5二～9二飛 - ▲3三桂 △3一玉 ▲4一金まで

つまりこの状態は必至である。
図1の局面では、△1六桂、△3六桂、△1八金などといった王手もかけることはできるが、すぐ取られてしまうし、そこからさらに王手をかけ続けても明らかに詰まないので事実上後手の負けが確定している。
図2は、後手玉の周辺は図1と同じであるもののこれは部分的な必至である。この場合は、後手が△6七角と打つと王手となるため先手は攻めることができず、▲3九玉と王手を受けたところで△2三角成として要となる金を除去することができる。
図3は、両者の持ち駒の関係により後手は連続王手をかけつつ必至を解除する手順がないことから「事実上の必至」である。

### 代表的な必至
図4は玉の両側を金で挟んだ形である。後手は▲4二金打と▲6二金打という左右からの攻撃を1手で受ける手段がない。
図5は「腹銀」と呼ばれる手の有名な形である。▲2三銀成と▲3一馬△1二玉▲2一銀不成の2通りの詰みを見ており、後手は△1二香としても▲3一馬△1一玉▲2一銀成（馬）、△1三香としても▲3一馬△1一（1二）玉▲2一馬とやはり詰まされ、結局詰みを逃れる方法はない。玉の隣にある銀は玉の上下に利きがあるため防ぎにくく「玉の腹から銀を打て」という格言も存在する。

## 必至問題
| 9 | 8 | 7 | 6  | 5  | 4  | 3  | 2  | 1  |    |
|   |   |   |    | 飛 | 金 | 王 | 桂 | 香 | 一 |
|   |   |   | と |    | 銀 |    |    |    | 二 |
|   |   |   | 歩 | 歩 | 歩 | 歩 | 歩 |    | 三 |
|   |   |   |    |    |    | 桂 |    | 歩 | 四 |
|   |   |   |    |    |    |    |    |    | 五 |
|   |   |   |    |    |    |    |    |    | 六 |
|   |   |   |    |    |    |    |    |    | 七 |
|   |   |   |    |    |    |    |    |    | 八 |
|   |   |   |    |    |    |    |    |    | 九 |

必至問題は詰将棋に似ているが、攻め方の手番では王手か詰めろをかけることが要求され、最終的に必至をかけられれば正解である。ただし普通は、その局面が確かに必至であるのを確認することまで求められる。上達法として詰将棋に勝るといわれることも多いが、作成が大変なため、詰将棋に比べると圧倒的に問題数が少なく、確立した文化と呼べる状態ではない。必至問題の手数も5手必至までのものが多く、7手必至以上の問題は少ない。実戦の用語でも、時として「～手必至がある」のように言うことがあるが、その場合も実際に用いられる語としてはせいぜい5手必至程度までであり、それ以上は実戦では後述の「寄り筋」「一手一手」などと呼ぶ場合が多い。
詰将棋にはなく、必至問題に頻出する種類の手がある。たとえば、あるマス目への、自分の駒の利きを増やす、あるいは相手の駒の利きを減らす手である。
1手必至とは、攻め方が1手指して必至を完成させる問題、3手必至とは、3手後に必至を完成させる問題、等となる。1手必至の難易度は詰将棋7手詰前後といわれる。
図6は3手必至の例である。桂馬を動かすと△2二玉から上部に逃亡されるので、これを動かさずに▲4一飛成と金を取りながら王手をかけるのが正解である。△同玉に対して▲2二桂成とすれば上で解説した「両側を金で挟む」必至となる。
初手は王手でなくてもよいので、▲5二とという手も考えられる。これは▲4一飛成と▲4二とという2通りの詰みがある詰めろであるが、△5一銀▲同と（この手も詰めろだが）△同金で失敗となる。

## 格言
長い詰みより短い必至
自玉が安全なときは、相手玉を詰ませにいって逃れられる危険を冒すよりも、平易な手順で受けのない状態に追い込むほうが堅実である、という意味である。

## 関連用語

### 詰めろ・一手すき
必至に似たような状態で、次に何も受けの手をしなければ詰みになる状態を詰めろ（つめろ、詰めよとも）または一手すき（いってすき、一手透きとも）という。
「詰めろ」の語源は、「次にあなたの玉将を詰めるから、その前にこちらの玉将を詰めてみろ」とされる。必至は詰めろの一種で、詰めろより強い状態であるといえる。
表記・呼称としては、今日では「必至」、「詰めろ」、「一手すき」が、「必死」、「詰めよ」、「一手透き」よりも圧倒的に多い。
詰めろを解消すると同時に、相手に詰めろをかける手は、詰めろ逃れの詰めろと呼ばれる。
詰めろをかけつつ、（特に価値の高い）敵駒の位置するマスに自駒を利かせる手は、詰めろ○取りと呼ばれ、「詰めろ飛車取り」「詰めろ角取り」などのように、○の部分には当たりになっている駒が入る。そのような手を指された側からすれば、敵玉に即詰みがなければ詰めろに対して対応する必要があるので、狙われている駒は取られることが多い。

### 二手すき・N手すき
攻める側が次に一手指せば必至、または詰めろになる状態を、二手すき（にてすき、二手透きとも）という。
また相手が何もしない（実際の将棋ではパスができないのでこの状況はありえないが）と仮定して、N手（このうち王手は最終手のみで、これが即詰み手順の第1手となる）で敵玉を即詰みの筋に入れられる状態、つまりN-1手の王手以外の手で詰めろがかかる状態をN手すきという。ただし実戦的には3手すき以上はあまり用いられない用語である。即詰みはいわば「0手すき」である。
理論上、将棋の平手の初期局面は「7手すき」である。後手が何もしないと仮定すれば、▲2六歩▲2五歩▲2四歩▲2三歩成▲2二と▲3一との6手で詰めろがかかり、▲4一とで後手玉が即詰みの筋に入るからである。以下△同玉は▲2一飛成△5二玉▲3二竜△5一玉▲4一金まで7手詰め、△5二玉は▲2二飛成△4一玉▲2一竜以下同様に9手詰め、△6二玉は▲2二飛成△5二金▲同竜△同玉▲5一金△6二玉▲5二金打△7二玉▲6一銀まで11手詰めとなる。

### Z（ゼット）
「ゼ」と略す。相手に持ち駒が何枚あっても自玉が即詰みとなる手順が存在しない状態。「絶対に詰まない」の略が語源とされる。自玉がZの状態ならば、相手玉に必至をかけたその時点で勝ちが確定する。
「相手に特定の駒を渡さなければZの状態」のことを、「＊＊(駒)ゼット」と呼ぶ場合もある。例えば「相手に角か銀を渡さなければZの状態である」ことを「銀角ゼット（斜めゼット）」と呼び、同様に「飛金ゼット（横ゼット）」や「桂馬ゼット」などのように使う。
米長邦雄以来の現代将棋では、「自玉をZの状態にした上で、相手玉を攻めまくる」のが終盤の基本パターンとされている。

### 寄り筋・一手一手・受けなし
必至問題のように、どう受けても王手または詰めろの連続で最終的に必至に至る状態を寄り筋(よりすじ)または一手一手(いっていって)と呼ぶ。「一手一手」は「一手受けても一手攻められる」の意味からきている。またそれに該当するような詰めろを「ほぼ必至」「必至級の詰めろ」などということがある。
自玉が詰めろで受けても一手一手の状態になった場合も、必至と同様に（相手が正確に指すという前提ならば）相手の玉を詰ませないかぎり負けとなるので、基本的には即詰みを決めにいくか、その場で投了するかのどちらかとなる。特にプロやアマ高段者などの対局では、敵玉が詰まない状態の場合、自玉に王手がかかっているが即詰みでない状態、または自玉に詰めろがかかっているが完全必至でない状態であっても、自玉が寄り筋（一手一手）であるために負けが確定していることを読み切った場合に投了することが多い。
受けなし（うけなし）の語もそれに類似した意味で、終盤で玉についていう場合は、狭義には必至のことを指すが、広義には受けても一手一手で寄せられて受け切れず最終的に必至に至る形も含めていう。ただ、受けなしの語は終盤のみならず中盤で玉を直接攻めるような攻めでなくても用いられ、例えばある筋の突破が受からない場合、「○筋は受けなし」のようにいう。局面の一部だけに着目して「部分的に受けなし」という表現もよく用いられる。

## 類似のゲームにおいて
必至・詰めろ・二手すきに相当する状態は、チェスやシャンチー、チャンギなど類似のゲームにおいても発生する。
シャンチーにおける必至は「絶殺」、詰めろは「催殺」（略称「殺」）と表現される。